# Madascincus mouroundavae
Espèce
Synonymes
- Gongylus mouroundavae Grandidier, 1872
- Scelotes bellyi Mocquard, 1894
- Amphiglossus mouroundavae (Grandidier, 1872)

Statut de conservation UICN

 LC  : Préoccupation mineure
Madascincus mouroundavae est une espèce de sauriens de la famille des Scincidae.

## Répartition
Cette espèce est endémique de Madagascar.

## Publication originale
- Grandidier, 1872 : Descriptions de quelques Reptiles nouveaux découverts à Madagascar en 1870. Annales des sciences naturelles-zoologie et biologie animale, sér. 5, vol. 15, no 22, p. 6-11 (texte intégral).